# The Journey into the Heart of Darkness
The Journey into the Heart of Darkness – drugi album studyjny zespołu Chainsaw wydany w 2005 nakładem Empire Records.

## Lista utworów
1. "Bitter Thoughts" – 05:08
2. "The Beginning" – 05:15
3. "Na skrzydłach nocy" – 05:16
4. "Destroying the Madness" – 04:27
5. "Dying Hope" – 05:11
6. "In Flames" – 04:51
7. "Welcome to Hell" – 04:31
8. "Masters of Shattared Dreams" – 05:21
9. "Impatient" – 04:32
10. "The Mourning Song" – 06:34
11. "Niecierpliwy" (ft. Grzegorz Kupczyk) – 04:33

## Skład
- Jarosław Gajczuk-Zawadzki – gitara
- Sebastian Górski – perkusja
- Marek Jerchewicz – gitara basowa
- Maciej Koczorowski – śpiew
- Arkadiusz Rygielski – gitara

gościnnie
- Rafał Chmiel – chórki
- Marcin Gorzel – instrumenty klawiszowe
- Arkadiusz Kaczmarek – gitara
- Tomasz Kiliński – growl
- Grzegorz Kupczyk – śpiew
- Iwona Opalewska – chórki
- Dominika Paczkowska – chórki
- Tomasz Rożek "Tom Horn" – "prelude"
- Monika Skowron – chórki
- Maria Wietrzykowska "Marihuana" – śpiew